# 宮内嘉長
宮内 嘉長（みやうち よしなが、寛政元年（1789年） - 天保14年5月17日（1843年6月14日））は、江戸時代後期の国学者。字は竹馬、号は仁里、実斎、釣客子。通称は主水、和泉。旧姓は永井。

## 経歴
下総国海上郡新生村（現・千葉県銚子市）の神主の家に生まれた。江戸へ赴き、平田篤胤や大田錦城、加藤千蔭に学んだ。用水池造りの責任者も務めた。

## 著書
- 『銚子竹枝』